# کیباها

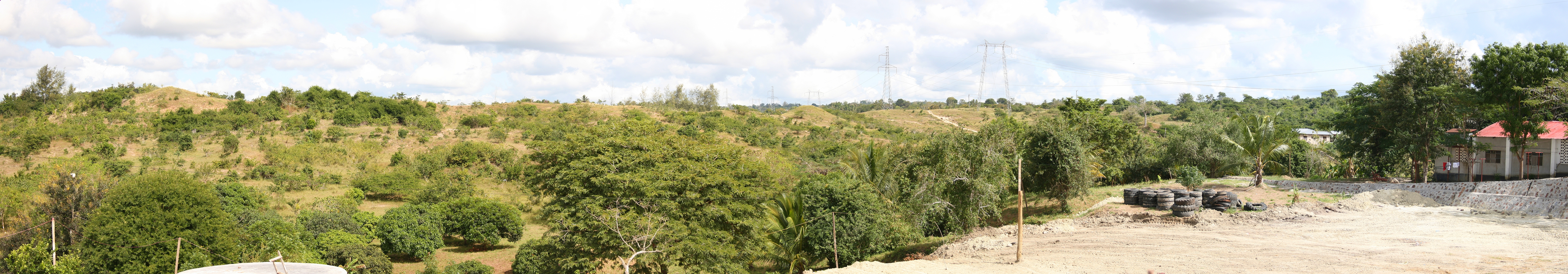
چشم اندازی از شهر کیباها

کیباها یکی از شهرهای کشور تانزانیا می‌باشد که در شرق این کشور واقع شده‌است.
این شهر یکی از شش شهرستان تابعه استان پوانی و همچنین مرکز این استان نیز می‌باشد.
این شهر از شمال با شهرستان باگامویو، از شرق با شهر دارالسلام، از جنوب با شهرستان کسیاراوه و از غرب با استان موروگورو همسایه می‌باشد.
برپایه نتایج سرشماری عمومی نفوس و مسکن که در سال ۲۰۰۲ توسط دولت تانزانیا انجام شد جمعیت این شهرستان بالغ بر ۱۳۲٬۰۴۵ نفر اعلام شده‌است.

## بخش‌ها
شهرستان کیباها به لحاظ اداری و مدیریتی به ۹ بخش تقسیم شده‌است. بخشهای:
- بخش کیباها
- بخش کاوالا
- بخش ماگیندو
- بخش مایلی امموژا
- بخش املاندیزی
- بخش رویو
- بخش سوگا
- بخش تامبی
- بخش ویسیگا